# John Melin (skådespelare)
John Erik Melin, född 18 maj 1895 i Karlskoga, död 6 april 1966 i Stockholm, var en svensk skådespelare. 
Melin scendebuterade 1915 på Kristallsalongen i Stockholm. Han engagerades av Karl Gerhard som revyskådespelare. Melin var anställd vid Mosebacketeatern, Södra Teatern och Folkan i Stockholm.
Han filmdebuterade 1919 i John W. Brunius Synnöve Solbakken och kom att medverka i drygt 100 film- och TV-produktioner. Melin är begravd på Södertälje kyrkogård.

## Filmografi i urval
- 1919 – Synnöve Solbakken
- 1924 – Carl XII:s kurir
- 1925 – Karl XII del II
- 1925 – Styrman Karlssons flammor
- 1925 – Två konungar
- 1926 – Mordbrännerskan
- 1927 – Spökbaronen
- 1927 – Hin och smålänningen
- 1927 – Förseglade läppar
- 1927 – Drottningen av Pellagonien
- 1928 – Synd
- 1930 – Fridas visor
- 1931 – Brokiga Blad
- 1931 – Markurells i Wadköping
- 1931 – Skepp ohoj!
- 1932 – Muntra musikanter
- 1932 – Två hjärtan och en skuta
- 1932 – Sten Stensson Stéen från Eslöv på nya äventyr
- 1933 – Hemliga Svensson
- 1933 – Inled mig i frestelse
- 1934 – Atlantäventyret
- 1934 – Karl Fredrik regerar
- 1934 – Uppsagd
- 1934 – Alla tiders Karlsson
- 1934 – Äventyr på hotell
- 1939 – Folket på Högbogården
- 1939 – Efterlyst
- 1941 – Hemtrevnad i kasern
- 1941 – Landstormens lilla argbigga
- 1942 – Sexlingar
- 1942 – Rospiggar
- 1943 – I mörkaste Småland
- 1943 – Hans Majestäts rival
- 1944 – Fia Jansson från Söder
- 1945 – Sextetten Karlsson
- 1945 – Jagad
- 1946 – Kris
- 1946 – 91:an Karlsson. "Hela Sveriges lilla beväringsman"
- 1947 – Sången om Stockholm
- 1947 – Det kom en gäst
- 1947 – Folket i Simlångsdalen
- 1947 – Här kommer vi
- 1947 – Kronblom
- 1948 – Loffe som miljonär
- 1948 – De kämpade sig till frihet
- 1949 – Boman får snurren
- 1949 – Hur tokigt som helst
- 1949 – Kronblom kommer till stan
- 1949 – Kvinna i vitt
- 1949 – Lattjo med Boccaccio
- 1950 – Regementets ros
- 1950 – Påhittiga Johansson
- 1950 – Motorkavaljerer
- 1950 – Restaurant Intim
- 1950 – När Bengt och Anders bytte hustrur
- 1950 – Kvartetten som sprängdes
- 1951 – Spöke på semester
- 1951 – Hon dansade en sommar
- 1952 – Drömsemester
- 1952 – För min heta ungdoms skull
- 1952 – Säg det med blommor
- 1953 – Vägen till Klockrike
- 1954 – Salka Valka
- 1954 – Sju svarta "Be-Hå"
- 1954 – Karin Månsdotter
- 1954 – Aldrig med min kofot eller Drömtjuven
- 1954 – Flicka med melodi
- 1954 – Storm över Tjurö
- 1955 – Hemsöborna
- 1955 – Ute blåser sommarvind
- 1955 – Sommarnattens leende
- 1955 – Åsa-Nisse ordnar allt
- 1955 – Far och flyg
- 1956 – Litet bo
- 1956 – Sjunde himlen
- 1956 – Flickan i frack
- 1956 – Suss gott
- 1956 – Ratataa
- 1957 – 91:an Karlsson slår knock out
- 1957 – Lille Fridolf blir morfar
- 1957 – Synnöve Solbakken
- 1957 – Aldrig i livet
- 1958 – Den store amatören
- 1958 – Damen i svart
- 1958 – Körkarlen
- 1958 – Mannekäng i rött
- 1959 – 91:an Karlsson muckar (tror han)
- 1959 – Fröken Chic
- 1959 – Åsa-Nisse jubilerar
- 1959 – Ryttare i blått
- 1960 – Djävulens öga
- 1960 – När mörkret faller
- 1961 – Ljuvlig är sommarnatten
- 1963 – Ett drömspel
- 1964 – Henrik IV
- 1964 – Äktenskapsbrottaren

## Teater

### Roller (ej komplett)
| År   | Roll                          | Produktion                                                                    | Regi              | Teater                            |
| ---- | ----------------------------- | ----------------------------------------------------------------------------- | ----------------- | --------------------------------- |
| 1920 |                               | Flickan från U.S.A., revy Fred Winter                                         | Oskar Textorius   | Kristallsalongen                  |
| 1921 |                               | Bröllopet på Solö Oscar Wennersten                                            |                   | Novilla                           |
| 1923 | Knutte Knopp                  | Knutte Knopp, eller Varsågoda: Allt för alla', revy Max Lander och Max Roland | Willi Wells       | Pallas-Teatern                    |
| 1924 | Medverkande                   | För fulla segel, revy Max Lander och Max Roland                               |                   | Pallas-Teatern                    |
| 1925 | Alfred, malaj vid Kungl. Svea | Fem fina friare, revy Max Lander                                              | Max Lander        | Pallas-Teatern                    |
| 1925 | Olle, gårdens dräng           | Malmviks Malliga Malena, revy Max Lander och Max Roland                       | Max Lander        | Södermalmsteatern/ Pallas-Teatern |
| 1925 |                               | En piga bland pigor Ernst Fastbom                                             | Axel Hultman      | Vanadislundens friluftsteater     |
| 1925 |                               | Öregrund-Östhammar Selfrid Kinmansson                                         | Axel Hultman      | Vanadislundens friluftsteater     |
| 1925 |                               | Rutigt och randigt, revy Max Lander och Max Roland                            | Willi Wells       | Pallas-Teatern/ Södermalmsteatern |
| 1925 |                               | En orolig bröllopsnatt, revy Gran.                                            | Willi Wells       | Södermalmsteatern                 |
| 1926 | Medverkande                   | Trumf i hjärter, revy Max Lander och Max Roland                               | Willi Wells       | Pallas-Teatern/ Södermalmsteatern |
| 1926 | Medverkande                   | Amor och kvinnofriden, revy Gran                                              | Willi Wells       | Södermalmsteatern                 |
| 1926 | Medverkande                   | Åh, en så'n tös!, revy Gran                                                   | Willi Wells       | Pallas-Teatern                    |
| 1926 |                               | Kärlekstokar och abborrkrokar! Hedvig Nenzén                                  |                   | Klippans sommarteater             |
| 1926 | Medverkande                   | I fruntimmersveckan, revy Gran                                                | Willi Wells       | Södermalmsteatern                 |
| 1926 |                               | Farliga kvinnor Gran                                                          |                   | Södermalmsteatern                 |
| 1926 | Medverkande                   | Kärlek och boxning, revy Gran                                                 | Willi Wells       | Södermalmsteatern                 |
| 1927 |                               | Stolla-Britta, revy Albin Erlandzon                                           |                   | Södermalmsteatern                 |
| 1927 |                               | Fästmanssoffan, revy Gran                                                     |                   | Södermalmsteatern                 |
| 1927 | Medverkande                   | Kärlekskarusellen, revy Bejve & C:o                                           | Willi Wells       | Södermalmsteatern                 |
| 1927 |                               | Farliga kvinnor Gran                                                          |                   | Södermalmsteatern                 |
| 1931 |                               | En Söderpojke Siegfried Fischer                                               | Siegfried Fischer | Söders friluftsteater             |
| 1932 |                               | Skojar-Hampus på Stornäs Siegfried Fischer                                    |                   | Söders friluftsteater             |
| 1933 |                               | Vackra Sissi, eller Kärlek u.p.a. Gideon Wahlberg                             | Gideon Wahlberg   | Tantolundens friluftsteater       |
| 1940 |                               | Café Glada Änkan Ernst Berge                                                  | Sigge Fürst       | Vanadislundens friluftsteater     |
| 1947 |                               | Det var en gång... Holger Drachmann                                           | Åke Ohberg        | Skansens friluftsteater           |
| 1947 | Montfleury                    | Cyrano de Bergerac Edmond Rostand                                             | Sandro Malmquist  | Oscarsteatern                     |
| 1947 | Archie Beaton                 | Brigadoon Alan Jay Lerner och Frederick Loewe                                 | Per-Axel Branner  | Oscarsteatern                     |
| 1948 | Läraren                       | Vita hästen Hans Müller och Ralph Benatzky                                    | Max Hansen        | Oscarsteatern                     |
| 1949 |                               | Som ni behagar William Shakespeare                                            | Rune Carlsten     | Skansens friluftsteater           |
| 1950 | Pastor Kimbal                 | Tolvskillingsoperan Bertolt Brecht och Kurt Weill                             | Ingmar Bergman    | Intiman                           |
| 1951 |                               | Ta hand om Amelie Georges Feydeau                                             | Hjördis Petterson | Intiman                           |
| 1953 |                               | Skärgårdsflirt Gideon Wahlberg                                                | Gösta Jonsson     | Vanadislundens friluftsteater     |
| 1954 |                               | Söderkåkar Gideon Wahlberg                                                    | Gösta Jonsson     | Vanadislundens friluftsteater     |
| 1956 |                               | Kärlek och guldfeber Gideon Wahlberg                                          | Gösta Jonsson     | Vanadislundens friluftsteater     |
| 1957 |                               | Kärlek och guldfeber Gideon Wahlberg                                          | Gösta Jonsson     | Vanadislundens friluftsteater     |